# メリッサ・ウー
メリッサ・ウー（Melissa Wu 1992年5月3日 - ）は、中国系オーストラリアの飛込選手。2008年北京オリンピックの10mシンクロナイズド板飛び込みで銀メダルを、2020年東京オリンピックでは10m高飛込みで銅メダルを獲得した。世界選手権でも10mシンクロナイズド板飛び込みで、3度メダルを獲得している。

## 主な経歴
- 2008年北京オリンピック　10mシンクロナイズド板飛込み 銀メダル
- 2020年東京オリンピック　10m高飛込み 銅メダル